# Novello Novelli (senatore)
Novello Novelli (Castelbelforte, 9 maggio 1877 – Nervi (Genova), 11 luglio 1963) è stato un politico italiano. Laureato in scienze agrarie, e docente, fu nominato senatore del Regno d'Italia il 20 giugno 1929.